# 4504 Дженкінсон
4504 Дженкінсон (4504 Jenkinson) — астероїд головного поясу. Відкритий Робертом Макнотом 21 грудня 1989 року. Названий на честь шотландського астронома Нори Дженкінсон.
Тіссеранів параметр щодо Юпітера — 3,356.